# Lisa Richardson
Lisa Richardson (* 23. Juni 1966 in Schenectady) ist eine dänische Curlerin. 
Ihr internationales Debüt hatte Richardson im Jahr 1994. Bei der Curling-Europameisterschaft in Sundsvall gewann sie als Ersatzspielerin mit ihrer Mannschaft die Goldmedaille. 1997 gewann sie auch bei einer Curling-Weltmeisterschaft erstmals eine Medaille. Die Mannschaft, in der Richardson auf der Position des Lead spielte, belegte den dritten Platz.
Richardson spielte für Dänemark bei den Olympischen Winterspielen 2002 in Salt Lake City als Ersatzspielerin. Die Mannschaft schloss das Turnier auf dem neunten Platz ab. 

## Erfolge
- Europameisterin 1994
- 2. Platz Weltmeisterschaft 1998
- 2. Platz Europameisterschaft 1997, 2001
- 3. Platz Weltmeisterschaft 1997, 2001
- 3. Platz Europameisterschaft 1998, 2003